# ロスト・ソウルズ
『ロスト・ソウルズ』（原題：Lost Souls）は、2000年制作のアメリカ合衆国のホラー映画。
『シンドラーのリスト』や『プライベート・ライアン』等、スティーヴン・スピルバーグ監督作品の撮影監督として知られるヤヌス・カミンスキーの初監督映画。メグ・ライアン製作。

## あらすじ
ピーター・ケルソンは犯罪ジャーナリスト兼ベストセラー作家として、凶悪犯罪者たちの心理探究に没頭している。彼は幼少時代に両親を殺害された過去があった。また、彼は信仰心が薄く、無神論者を公言していた。そんな彼は最近、“X-E-S”という謎の文字を頻繁に夢に見ていた。
その頃、ある病院でカトリック教会公認の悪魔払いの儀式が行われていた。神学校で働くマヤは聖職者ではないが、過去に自身も悪魔に憑かれた経験があるため、助手として参加していた。儀式は失敗に終わり、悪魔に取り憑かれた対象者ヘンリーは不敵な笑みを浮かべて、謎の数字を綴る。マヤはその数字が書かれた紙を密かに持ち去り、解読する。すると、ピーター・ケルソンという名が浮かび上がってきた。悪魔は次にピーターに取り憑こうとしていたのだ。
マヤはピーターを探し出し、一連の出来事を話すが、無神論者のピーターは聞く耳を持たない。だが、その後も2人の周囲では奇怪な現象が次々と発生する。そして、さらに調査を進めた2人は、例の悪魔祓いを行ったラロー神父の本の中に、「33歳の誕生日に悪魔が憑依する」という文章に下線が引いてあるのを見つける。そして、ピーターは翌日、33歳の誕生日を迎えることが分かる…。

## キャスト
- マヤ・ラーキン：ウィノナ・ライダー（吹替：松谷彼哉）
- ピーター・ケルソン：ベン・チャップリン（吹替：花田光）
- ラロー神父：ジョン・ハート（吹替：西川幾雄）
- クレア：サラ・ウィンター（吹替：落合るみ）
- ジョン・タウンゼント：イライアス・コティーズ（吹替：津田英三）
- ジェームズ神父：フィリップ・ベイカー・ホール（吹替：峰恵研）
- ヘンリー・バードソン：ジョン・ディール（吹替：宗矢樹頼）
- サリー・プレスコット：アンナ・ガン
- マイク：ジョン・ビーズリー